# Gluviopsis nigripalpis
Gluviopsis nigripalpis es una especie de arácnido  del orden Solifugae de la familia Daesiidae.

## Distribución geográfica
Se encuentra en Etiopía y Somalia.